# Die Felsenburg (Bad Segeberg 1969)
Das Freilichtspiel Die Felsenburg nach dem gleichnamigen Roman von Karl May wurde 1969 von Wulf Leisner als Theaterstück für Freilichtbühnen geschrieben und am 5. Juli 1969 unter seiner Regie im Kalkbergstadion in Bad Segeberg im Rahmen der Karl-May-Festspiele uraufgeführt.

## Inhalt
Das Stück spielt Ende der 1860er Jahre in Sonora, dem nordwestlichsten Staat der Republik Mexiko. Die Felsenburg in den Bergen der mexikanischen Sonora-Wüste birgt ein Geheimnis, das einem Treck deutscher Auswanderer zum Verderben werden soll. Old Shatterhand nimmt zusammen mit Winnetou den Kampf gegen den Verbrecher Harry Melton und dessen Bruder Thomas auf. Der gewissenlose Mormone Harry Melton nützt den Auftrag, Land für die Mormonen zu erwerben, zur persönlichen Bereicherung aus.

### Erster Teil: Ein von hohen Felswänden umgebenes Tal am unteren Rio Sonora
1. Die Yuma erreichen den verabredeten Treffpunkt am Weißen Felsen: Bastiano, ein Mestize, hat die Yuma ins Tal des Weißen Berges gebracht. Dort wollen sie Bleichgesichter treffen, die ihnen ein einträgliches Geschäft anzubieten haben.
2. Die Mormonen Harry und Thomas Melton erscheinen: Sie haben es auf die Hazienda del Arroyo[5] abgesehen und bieten viel Geld dafür. Der Besitzer will die Hazienda aber nicht verkaufen. Deshalb soll die Hazienda mit Hilfe der Indianer verwüstet werden. Die Yuma ziehen sich zur Beratung zurück. Der Häuptlingssohn Gaty-ya und Falkenfeder setzen den Spuren verfeindeter Kundschafter nach.
3. Die Mormonen-Brüder unterhalten sich über ihre Beweggründe: Harry hat scheinbar idealistische Gründe: Er will Land für seine Glaubensgenossen, Thomas wittert lediglich ein Geschäft. Ihm ist die Heuchelei seines Bruders zuwider, er erinnert ihn an Unangenehmes: Harry wurde einst als Prediger mit Schimpf und Schande davongejagt. Der Plan der Brüder: Thomas soll einen deutschen Auswanderertreck in die Falle locken.
4. Nach Beratung wollen die Yuma das lukrative Angebot zum Überfall auf die Hazienda annehmen. Harry stellt die weiteren Pläne zum Überfall auf die Deutschen vor und nennt eine Bedingung: „Ihr bringt sie gefesselt zur Felsenburg. Was dann geschieht, ist meine Sache.“
5. Thomas findet, dass sie sich da auf eine verdammt gefährliche Sache einlassen und übernimmt die Aufgabe, den Treck in der Schlucht rasten zu lassen und dafür zu sorgen, dass die Waffen in den Wagen bleiben.
6. Der (noch namenlose) Häuptlingssohn der Mimbreños und seine Schwester Silbertaube treffen auf den Häuptlingssohn der Yuma und auf Falkenfeder. Gaty-ya will das Geschwisterpaar erschießen, obwohl sie unbewaffnet sind und die heilige Erde zu den Wigwams ihres Stammes tragen. Ein Reiter taucht auf und schießt Gaty-ya in den Arm. Der galoppiert davon. Der Reiter wehrt Falkenfeders Angriffe ab. Die beiden jungen Leute der Mimbreños bedanken sich. Silbertaube überreicht ihm einen kostbaren grünen Stein. Falkenfeder erwacht aus seiner Ohnmacht und wünscht sich den Tod. Der Reiter schenkt ihm das Leben und bittet um seine Freundschaft. Er hebt die Adlerfeder auf und reicht sie Falkenfeder: „Trage die Feder des Häuptlings: Du hast sie nicht verloren, denn Falkenfeder hat mit Old Shatterhand gekämpft.“ Falkenfeder und Shatterhand rauchen die Friedenspfeife. Shatterhand sichert Silbertaube zu, dass sie ihn wiedersehen wird bei den Wigwams der Mimbreños zusammen mit Winnetou, dem Häuptling der Apachen.
7. Drei Westmänner erscheinen: Es sind Sebastian Droll, Pitt Holbers und Dick Hammerdull. Droll ist klein und rundlich, sein pelzbesetzter Umhang und eine barettartige Haube haben ihm im Westen den Spitznamen „Tante Droll“ eingetragen. Pitt Holbers ist sehr lang und mager im Gegensatz zu Dick Hammerdull, dessen Gestalt einem kleinen Bierfass gleicht. Ihre Westlerkleidung ist abgetragen, auf dem Kopf tragen sie Filzhüte, deren ursprüngliche Form kaum noch zu erkennen ist. Während Pitt mit einem hohen näselnden Tonfall spricht, stottert Dick ein wenig. Droll spricht ein unverfälschtes Sächsisch. Old Shatterhand kommt mit den beiden jungen Leuten aus seinem Versteck hervor. Nach der Begrüßung berichtet Droll von seiner Tätigkeit als Detektiv der Regierung. Es verschwinden nämlich fortwährend Auswanderer im Sonora-Gebiet. Und immer führt die Spur bis zur Felsenburg Almaden alto[6], dem alten Quecksilber-Bergwerk in den Bergen. Shatterhand will sich den drei Westmännern anschließen und bittet den Häuptlingssohn, Winnetou eine Botschaft zu überbringen.
8. Der Auswanderertreck erscheint unter der Führung von Mr. Weller alias Thomas Melton und legt eine Rast ein: Die Auswanderer, Männer, Frauen und Kinder, setzen sich in einzelnen Gruppen um die Feuer. Es beginnt ein lebhaftes Lagertreiben. Die Pferde werden gefüttert, Kessel zum Feuer gebracht usw. Die Gruppe um Friedrich Wolf ist über eine Landkarte gebeugt, es wird heftig und erregt debattiert. Es entsteht auch ein Disput zwischen Harry Melton und Don Pruchillo über den Kaufpreis der Hazienda.
9. Shatterhand, Silbertaube, Pitt, Dick und Droll treten aus ihrem Versteck. Ihr plötzliches Erscheinen verursacht eine starke Verwirrung unter den Auswanderern. Mr. Weller alias Thomas Melton wird als Signalgeber für einen Indianerüberfall entlarvt und von Droll verhaftet und gebunden. Shatterhand bittet Silbertaube, ihrem Bruder nachzureiten: „Der Häuptling der Apachen muss erfahren, was hier geschieht.“ Thomas Melton, dessen Fesseln heimlich von Harry Melton zerschnitten worden sind, stürzt sich mit erhobenem Messer auf Shatterhand. Der schlägt ihn zu Boden.
10. Nach zwei Signalschüssen von Harry M. ertönt das Kriegsgeschrei der Yuma von allen Seiten. Die Gruppe um Shatterhand nimmt Deckung hinter den Felsen, während die Auswanderer ihre Wagen als Deckung benutzen. Von Fels zu Fels springend stürmen die Krieger der Yuma in das Tal. Von allen Seiten fallen Schüsse, die von Shatterhand, seiner Gruppe und den Auswanderern erwidert werden. Vete-ya, der Häuptling der Yuma, fordert die Bleichgesichter auf, sich zu ergeben. Er wirft Shatterhand vor, seinen Sohn Gaty-ya schwer verletzt zu haben, und droht ihm mit dem Marterpfahl.
11. Unterschiede in der Behandlung werden sichtbar: Shatterhand und seine Leute werden gefesselt. Einer wehrt sich vehement: Don Timoteo Pruchillo, der Vetter des Gouverneurs von Ures. Die Melton-Brüder bleiben frei und verhöhnen Shatterhand. Harry Melton offenbart seinen Fanatismus: „Gott wird kommen auf einer Spur von Feuer, Rauch und Blut! So ist es offenbart. Man hat uns aus Navon vertrieben und der Tag kommt, wo Utah und die große Salzseestadt den Unheiligen in die Hände fallen wird. Ich bin berufen, das neue Reich zu gründen! Hier im Süden, in den Weiten Mexikos wird es erstehen, das Reich der Heiligen der letzten Tage.“ Shatterhand hält ihn für einen Narren oder Verbrecher. Harry M. bittet um die Freilassung Pruchillos, was ihm auch gewährt wird.
12. Eine dunkle große Rauchwolke wird hinter den Felsen sichtbar: die Hazienda brennt! Zwei Krieger der Yuma führen den gefesselten Verwalter Adolfo vor. Nach Abnahme der Fesseln berichtet er: „Jose, Fernandez und Pedro sind tot, sie wurden skalpiert. Die Hazienda ist verwüstet. Die Häuser stehen in Flammen.“ Harry unterbreitet sein Angebot: 2.000 Pesos für das Land der Hazienda. Die Auswanderer, verdingt für die Arbeit auf der Hazienda, sollen nun in den Bergen arbeiten, in Almaden alto, einem Quecksilberbergwerk. Für die Männer, Frauen und Kinder ist das so gut wie ein Todesurteil. Niemand geht freiwillig in diese Todesstollen. Sie sollen gefesselt dorthin geführt werden.
13. Die Indianer beraten, welche Qualen die Weißen am Marterpfahl erleiden sollen. Ein Feuer flammt auf. Die Ältesten der Krieger setzen sich mit Vete-ya um das Feuer. Die anderen Krieger bilden einen weiten Halbkreis. Pruchillo erhebt sich und bedankt sich bei Melton. Mit Adolfo bricht er zur Hazienda auf: Vielleicht ist doch noch etwas zu retten. Die drei Westler finden das Verhalten Pruchillos befremdlich.
14. Falkenfeder und Vete-ya geraten wegen Shatterhand aneinander: „Dieses Bleichgesicht ist Falkenfeders Freund, seine Freunde sind meine Freunde und seine Feinde sind meine Feinde. Falkenfeder wird dieses Bleichgesicht mit seinem Leben verteidigen!“ Old Shatterhand entbindet Falkenfeder von seinem Schwur. Der lässt sich aber nicht davon abbringen, Shatterhand befreien zu wollen. Vete-ya stürzt sich mit erhobenem Tomahawk auf Falkenfeder. Beide kämpfen auf Leben und Tod. Thomas Melton mischt sich ein und erschießt Falkenfeder. Shatterhand zu Melton: „Ihr habt die Roten dazu gebracht, den Treck zu überfallen. Ihr habt die Hazienda in Feuer und Rauch aufgehen lassen. Ihr seid die Mörder jener Männer, die dort einen furchtbaren Tod starben!“
15. Bärenklaue taucht auf und berichtet atemlos, dass ein Bleichgesicht von der Hazienda entkommen konnte. Er habe ihn verfolgt, konnte den Flüchtigen aber nicht erreichen. Dieser ritt nach Westen, nach Ures. In Ures liegt die Garnison. Man wird die Dragoner alarmieren. Harry M.: „Wir müssen aufbrechen, Häuptling. Sofort! Du hast versprochen, diese Bleichgesichter gefangen bis zur Felsenburg zu bringen.“ Vete-ya wendet sich an seine Krieger und erklärt ihnen das weitere Vorhaben: Aufbruch zur Felsenburg, im Tal der Felsenburg wird Tave-schala (= Old Shatterhand) am Marterpfahl sterben. Die Söhne der Yuma werden reich beladen heimkehren. Alles setzt sich daraufhin in Bewegung.

### Zweiter Teil: Die Felsenburg
Ein Gebirgstal in der Nähe der Felsenburg Almaden alto. Das Felsenburg genannte Quecksilberbergwerk liegt auf einem Felsgipfel. Die zerklüfteten Mauern, die den Eingang zum Schacht umschließen, erwecken den Eindruck einer zerfallenen Burg. Ein hölzerner Schachtturm mit einem Rad, über das ein Drahtseil in die Tiefe führt, überragt die Mauern.
1. Winnetou und der Häuptlingssohn der Mimbreños begegnen sich. Der Häuptlingssohn berichtet: Old Shatterhand wird nicht kommen. Am Río Sonora stieß er auf einen Treck. Es waren Landsleute des weißen Jägers. Old Shatterhand fürchtet, dass ihnen Böses geschieht. Er blieb beim Treck zu ihrem Schutz. Old Shatterhand bittet den Häuptling der Apachen um seine Hilfe. Silbertaube kommt dazu: Der Treck wurde von den Yuma überfallen! Sie sind alle gefangen, auch Old Shatterhand. Er soll am Marterpfahl sterben mit seinen weißen Gefährten. Die Auswanderer will man fortschleppen in die Todesstollen von Almaden alto. Winnetou: „Es ist nicht Manitus Wille, dass der Bruder den Bruder mordet! Winnetou wird kämpfen, aber er wird kämpfen für den Frieden zwischen den brüderlichen Völkern des roten Mannes!“ Er schickt den Häuptlingssohn voraus.
2. Silbertaube bittet Winnetou um eine Waffe. Sie will für Shatterhand kämpfen. Winnetou erinnert sie an das Gesetz der Apachen: Nur der Krieger kämpft, nicht die Squaw! Aber es wird Silbertaube sein, die seine Fesseln durchschneidet.
3. Im Talgrund, geführt von Vete-ya und seinem Sohn, taucht der Zug der Yuma-Krieger auf. In der Mitte einer berittenen Gruppe befinden sich die Gefangenen. Shatterhand und die Westleute sind einzeln gefesselt, während man die Auswanderer aneinander gefesselt hat. An der Seite des Zuges reiten die Brüder Melton. Harry beauftragt Thomas, den Schachtaufseher Smith herzubringen und ein paar zuverlässige Leute. Sie sollen die neue Menschenfracht in Empfang nehmen.
4. Der Tanz um die Marterpfähle beginnt, angeführt vom Medizinmann der Yuma. Die Krieger binden Shatterhand und die Westleute an die Pfähle, die in kurzen Abständen in die Erde gerammt sind. Der Häuptling verkündet feierlich, was nun geschieht: Tave-schala wird am Marterpfahl sterben, seine weißen Freunde werden gegen junge Krieger kämpfen müssen. „Die Bleichgesichter aber, die über das große Wasser kamen, um Land zu rauben, das des roten Mannes Land ist, sollen in den Todesstollen der Felsenburg verschmachten. Sie werden das Licht des Tages nie wiedersehen und ihre Namen werden sein wie der Rauch, der im Wind verweht.“
5. Drei Reiter kommen: Thomas Melton, Frederic Smith und ein schwer bewaffneter Mestize. Thomas M. erinnert den Häuptling an sein Versprechen, die Gefangenen mit seinen Kriegern zur Felsenburg zu begleiten. Vete-ya sichert zu, sein Wort zu halten. Aber dann werden sich ihre Wege trennen.
6. Der Schachtaufseher Frederic Smith entpuppt sich als Deutscher. Er heißt Friedrich Schmidt und bringt nun seine eigenen Landsleute in den Todesstollen. Er glaubt, keine andere Wahl zu haben, um nicht selber krepieren zu müssen. Vete-ya hat reitet voraus. Smith folgt ihm, dann der Zug der Gefangenen, der von den Kriegern der Yuma in die Mitte genommen wird.
7. Durch ein Ablenkungsmanöver gelingt es Winnetou und Silbertaube, unbemerkt hinter die an die Marterpfähle gebundenen Gefährten zu kommen, ihre Fesseln zu lösen und ihnen Messer zur Verteidigung zuzustecken. Die Wachen und Melton beobachten aufmerksam die Gefangenen, die ihre Stellung scheinbar nicht verändert haben. Die Krieger setzen sich in weitem Halbkreis um die Marterpfähle. Im Rhythmus der Trommeln beginnen einige junge Krieger, die Marterpfähle zu umtanzen. Die ersten Messer fliegen auf die Pfähle zu.
8. Winnetou zeigt sich und wendet sich warnend an die Krieger. Der Häuptling der Yuma hört sich an, was der Apache zu sagen hat und schenkt ihm das Leben seines Blutsbruders. Shatterhand will dieses Geschenk aber nicht annehmen, sondern das Schicksal seiner Gefährten teilen. Vete-ya bezeichnet Winnetou als Verräter und zerbricht sein Kalumet, das er einst mit ihm rauchte. Winnetou ist nicht allein: Die Krieger der Mimbreños zeigen sich auf den Höhen. Vete-ya zieht sein Messer. Shatterhand löst sich blitzschnell vom Pfahl und ergreift mit erhobenem Messer den Arm des Häuptlings. Im gleichen Augenblick hat sich auch Droll vom Pfahl gelöst und mit seinem Messer Dicks und Pitts Fesseln durchschnitten. Sie ergreifen ihre in der Nähe liegenden Waffen und richten sie auf den Häuptling. Winnetou schlägt eine große Beratung der Häuptlinge vor.
9. Am Feuer der Beratung hält Winnetou eine große Friedensrede und appelliert an die Häuptlinge, den blutigen Bruderkampf einzustellen. Mokaschi, der Häuptling der Mimbreños, fragt, was der Häuptling der Apachen verlangt. Winnetou antwortet: „Das Leben dieser weißen Männer, der Gefangenen dort oben in der Felsenburg und freien Abzug für die Krieger der Yuma!“ Er erinnert ihn daran, dass auch sein Stamm zum großen Volk der Apachen gehört und dass Winnetou der Häuptling aller Apachen ist. Nachdem sich Winnetou die gegenseitigen Vorwürfe der Häuptlinge angehört hat, ermahnt er sie, dass niemals Unrecht zu neuem Unrecht führen darf. Er fragt, ob der Häuptling der Yuma zu einer Buße bereit ist. Mokaschi und Vete-ya geraten daraufhin erregt aneinander. Mokaschi tritt das Feuer der Beratung aus. Jetzt sollen die Waffen sprechen …
10. Shatterhand bietet statt des Bruderkampfes einen Zweikampf an, den Mokaschi annimmt. Er soll mit nur einem Kriegsbeil ausgefochten werden, das in der Mitte des abgesteckten Kampfplatzes liegt und von demjenigen aufgenommen werden kann, der als erstes mit seinem schnellen Pferd den Kampfplatz erreicht. Shatterhand verlangt im Falle seines Sieges, dass alle seine Gefährten und die Gefangenen in der Felsenburg freikommen. Außerdem: „Das Beil des Krieges soll in der Erde versinken, und die großen Häuptlinge werden den Rauch des Friedens miteinander trinken.“
11. Es kommt zum Zweikampf zwischen Old Shatterhand und Nalgu Mokaschi. Shatterhand erreicht zwar als erster den Kampfplatz, will aber ohne Waffe kämpfen. Mokaschi greift Shatterhand nacheinander mit Kriegsbeil und Messer an, unterliegt aber jedes Mal. Zuletzt will er Shatterhand mit bloßen Händen erwürgen und wird von ihm niedergeschlagen. Winnetou erklärt Shatterhand zum Sieger. Mokaschi wirft seine Häuptlingsfeder weg, Shatterhand hebt sie auf und gibt sie ihm wieder. Winnetou hält es für keine Schande von Old Shatterhand, dem berühmten weißen Jäger, besiegt worden zu sein. Nalgu Mokaschi bekundet Shatterhand seinen Respekt.
12. Thomas Melton zielt in höchster Erregung auf Shatterhand und drückt ab. Im gleichen Augenblick hat sich Silbertaube vor Shatterhand geworfen. Droll gelingt es im letzten Moment, Meltons Gewehr hochzuschlagen und es ihm zu entreißen. Unter Flüchen und Verwünschungen flieht Melton. Plötzlich erheben sich vor ihm Krieger der Mimbreños. Sie haben ihre Waffen erhoben, Melton taumelt zurück bis an den Rand des Felsplateaus. Der junge Häuptlingssohn der Mimbreños ringt mit ihm am Abgrund. Melton stürzt mit einem langen Todesschrei in die Tiefe. Mokaschis Kommentar: „Der Sohn des Häuptlings ist auf den Feind gestoßen wie der Adler, der blitzschnell seine Beute schlägt. Der Sohn des Häuptlings ist nicht mehr ohne Namen. Sein Name ist von dieser Stunde an ‚Wenka-schana‘ – der ‚Junge Adler‘.“ Mokaschi reicht dem Medizinmann eine Adlerfeder, die dieser im Haarschopf des „Jungen Adler“ befestigt.
13. Harry Melton erscheint hoch oben auf der Felsenburg. Die Mauern der Burg und der Schachtturm sind von Fackeln beleuchtet. Er schreit und flucht herum. Er schleudert die brennende Fackel in die Pulverkammer. Unter schweren Detonationen hüllt sich die Felsenburg in Rauch. Hell schlagen Flammen aus dem Schachtturm. Der Turm bricht zusammen. Wie ein riesenhaftes verkohltes Kreuz ragen die letzten Balken gegen den Himmel.
14. Aus den Rauchschwaden der Felsenburg tauchen, taumelnd und sich gegenseitig stützend, Wolf und die Gruppe der Auswanderer auf: „Smith zeigte uns einen geheimen Stollen, der aus dem Berg hinausführt. Hinter uns stürzte das Gestein. Wir liefen um unser Leben. Smith erreichte uns nicht mehr. Die stürzenden Wände begruben ihn. Er hat gesühnt! Was soll jetzt geschehen? Wir haben alles verloren!“ Winnetou bietet an, dass die Landsleute seines weißen Bruders im weiten Land der Apachen eine neue Heimat finden werden: „Ihr werdet hart schaffen, aber der Tag wird kommen, wo Ihr Eure neue Heimat lieben werdet. Ihr seid alle zu Tode erschöpft. Ruht jetzt dort aus an der Quelle …!“[7]
15. Während dieser Szene ist Winnetou zu den Häuptlingen getreten. Die Gruppe steht oberhalb aller Krieger auf einer Anhöhe. Der Medizinmann hat das Kalumet der Häuptlinge entzündet. In feierlichem Rhythmus dröhnen die indianischen Trommeln. Winnetou, Vete-ya und Mokaschi geben Erklärungen ab, die alle den einen Tenor haben: „Das Beil des Krieges ist begraben!“ Sie vollziehen feierlich die Zeremonie, während der Rhythmus der Trommeln stärker und schneller wird. Die Häuptlinge, darunter auch der Junge Adler, verabschieden sich voneinander und kehren heim zu des Wigwams ihrer Stämme. Auch Winnetou und Old Shatterhand sagen sich gegenseitig Lebewohl.

## Premiere
Die Premiere des Stücks „Die Felsenburg“ am 6. Juli 1969 wurde von 5.000 Zuschauern besucht. Einer der zahlreichen Ehrengäste war der schleswig-holsteinische Sozialminister Otto Eisenmann, den Bürgermeister Kasch am Eingang des Theaters persönlich begrüßte. Szenische Höhepunkte der „Felsenburg“ waren ein wirkungsvoller Fackeltanz um Marterpfähle und ein Tanz des Medizinmannes der Yuma, der von Silkirtis Nichols alias Buffalo Child Long Lance, dem zurückgekehrten Indianer am Kalkbergfelsen, dargeboten wurde. Weiterhin brannte auch damals schon so einiges effektvoll auf der Bühne ab. In der „Felsenburg“-Inszenierung wurden sowohl die Hazienda als auch das Bergwerk „abgefackelt“ bzw. in die Luft gejagt.
Das Bühnenbild der „Felsenburg“ wartete erstmals mit Besonderheiten wie Agaven und weiteren südländischen Gewächsen auf. Mehr als 10.000 Besucher konnten im Jahr 1969 im Vergleich zum Vorjahr dazugewonnen werden. Man kam auf 92.350 und steuerte wieder auf die 100.000 zu.

## Sonstiges
Das Stück wurden an 18 Tagen (bis 11. August) 29-mal aufgeführt.
Am 15. Juli wurde eine (gekürzte) Aufzeichnung im ZDF übertragen.

## Presseecho
„Indianer wieder auf dem Kriegspfad – Dramatische Szenen – Bei der Pressevorführung der ,Felsenburg‘ stellten sich einige Schwächen heraus. In der ersten Stunde geschah zu wenig. Belebende Standortwechsel und Kampfszenen waren selten, die Aktion fehlte. Erst mit der großen Szene am Marterpfahl kam endlich Atmosphäre in das Freilichttheater. Auf einmal versank für die Zuschauer die Umwelt, und man war von dem Zauber des Wilden Westens in den Bann geschlagen. (…) Was man endlich bei den Karl-May-Spielen streichen sollte, sind Winnetous moralisierende Appelle an sein Volk, sie wirkten schnulzig und waren für den Handlungsablauf nicht notwendig. (…) Für die Besetzung der Rollen gebührt Intendant Wulf Leisner ein Kompliment. Für Old Shatterhand hatte er sich den sportlichen SchauspielerJochen Henschke ausgesucht. (…) Klaus Arnemann schuf ein realistisches Bühnenbild.“

## Textbuch
- Wulf Leisner: Die Felsenburg. Old Shatterhand und Winnetou am Río Sonora. Freilichtspiel nach Motiven Karl Mays, Hamburg-Langenhorn: Vertriebsstelle und Verlag Deutscher Bühnenschriftsteller und Bühnenkomponisten o. J. (1969)